# Cornelis Zitman
Cornelis Zitman (Leiden, 9 de novembre de 1926-Caracas, 10 de gener de 2016) va ser un escultor i dibuixant neerlandès. Va ser conegut per les seves escultures de dones, i guanyador del premi va rebre el Premi Nacional d'Escultura de Veneçuela el 1951.

## Biografia[calcitació]
Fill d'una família de constructors de Leiden, va ingressar en l'Acadèmia de Belles arts de la Haia als 15 anys. En finalitzar els seus estudis, el 1947, va refusar fer el servei militar per estar en desacord amb les accions polítiques holandeses a Indonèsia i abandona el país a bord d'un petrolier suec que ho portarà a Veneçuela. Es va instal·lar a la ciutat de Coro, on va trobar ocupació com a dibuixant tècnic en una empresa constructora. En el seu temps lliure pintava i feia les seves primeres incursions en el camp de l'escultura. Dos anys després es va traslladar a Caracas, on va treballar com a dissenyador de mobles per a una fàbrica de la qual més tard va ser director.
Va començar a fer classes de disseny en la Universitat Central de Veneçuela, mentre continuava dibuixant i pintant. El 1958 va exposar un conjunt de pintures i dibuixos en la Galeria d'Art Contemporani de Caracas. Va decidir abandonar la vida d'empresari i es va mudar a l'illa de Grenada, on es va dedicar per complet a la pintura i va començar a afirmar el seu caràcter d'escultor.
El 1961 va viatjar a Boston, Estats Units, per participar en una exposició de pintura i disseny. Aquest mateix any va tornar a Holanda amb el desig d'estudiar les tècniques de fosa.
El 1964 va treballar com a aprenent en la fosa de l'escultor Pieter Starreveld i va tornar definitivament a Veneçuela contractat per la Universitat Central com a professor de disseny. A l'any següent va començar a treballar de manera més intensiva en l'escultura de petit format modelada directament en cera.
El 1971 va exposar per primera vegada en la Galerie Dina Vierny de París i, a partir de llavors, es va dedicar exclusivament a l'escultura. En els anys següents va dur a terme diverses mostres individuals a Veneçuela, França, Suïssa, Holanda, Estats Units, Japó, etc., i va obtenir diversos premis nacionals i internacionals.
Algunes de les seves obres es troben en col·leccions particulars i museus de diversos països, com les de la Galeria d'Art Nacional de Caracas i el Museu d'Art Contemporani de Caracas de Veneçuela, i el Musée Maillol de París.

## Característiques de la seva obra[calcitació]

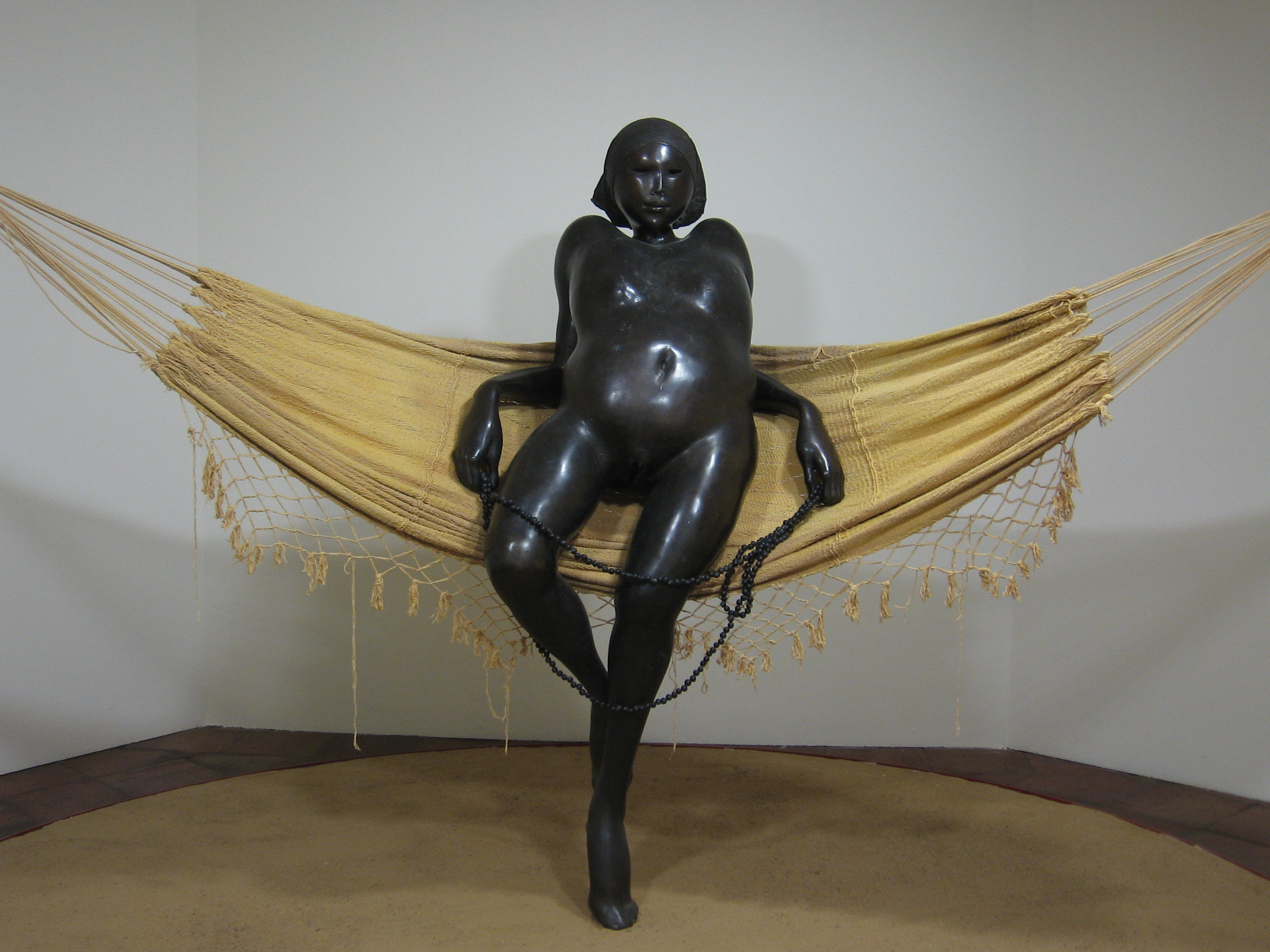
L'inconnue de Cornelis Zitman en l'exposició Zitman a Espanya en la Museu Casa de los Tiros a Granada, Espanya.

Les seves escultures tracten de reproduir i exagerar la morfologia dels indígenes de Veneçuela, especialment la figura femenina.

## Exposicions[calcitació]
Zitman va participar en diverses exposicions internacionals com la Biennal d'Escultura de Budapest, la Fira d'Art72 de Basilea, la FIAC de París (1983), la Biennal de São Paulo (1987) i la fira ARCO de Madrid (1990). Entre les seves exposicions individuals cal destacar les següents:
- 1958: Galeria d'Art Contemporani. Caracas.
- 1961: Galeria Gropper Art. Boston.
- 1968: Museu de Caracas.
- 1971: Galeria Dina Vierny. París.
- 1973: Galeria D'Eendt. Ámsterdam.
- 1975: Galeria Doblug. Oslo.
- 1976: Museu d'Art Contemporani de Caracas.
- 1977: Galeria Dina Vierny. París.
- 1977: Galeria Munti Àvila. Bogotà.
- 1979: Galeria Sindin. Nova York.
- 1979: Galeria Tokoro. Tòquio.
- 1981: Galeria Dina Vierny. París.
- 1988: Museu d'Art Contemporani de Bogotà.
- 1989: Musée Campredon. L'Isle sur la Sorgue. França.
- 1990: Museu de Coro. Veneçuela.
- 2002: Llibreria i Galeria Sin Limite. San Cristobal - Tachira -Veneçuela.
- 2004: Sala Trasnuito Cultural. Caracas.
- 2006: Museu Beelden aan Zee. Scheveningen. Holanda.
- 2007-2008: "Zitman y su tribu", Casa Museu de Veneçuela a Beas (Huelva). Espanya.
- 2008-2011: Exposició itinerant Zitman en España a diverses ciutats com Huelva, Sevilla, Cadis, Almonte, Còrdova, Granada, Jaén, i Almeria.
- 2011: Centre Conde Duque. Madrid.
- 2012: IADE. Palau Quintela. Lisboa.
- 2012-2016: Sala Zitman (Exposició permanent). Casa d'Iberoamèrica a Cadis. Espanya.

## Premis
- 1951: Premi d'Escultura del Saló d'Arts Plàstiques de Caracas.
- 1967: Premi d'Escultura "Julio Morales Lara", XXV Saló Arturo Michelena, Caracas.
- 1971: Primer Premi de la I Biennal d'Escultura de Budapest.
- 1976: Premi "Henrique Otero Vizcarrondo", Saló d'Arts Plàstiques, Caracas.
- 1981: Premi d'Adquisició del Museu d'Art Contemporani de Caracas.
- 1982: Premi Especial "Kotaro Takamura Grand Prize Exhibition" del Museu Hakone, Japó.
- 1983: "Dibuixos", Casa de la Cultura, La Victòria, Edo. Aragua
- 2005: Condecorat amb l'Ordre del Lleó Holandès.
- 2015: Condecorat amb la Medalla de la Ciutat de Cadis.